# Mohammed Ayash
Mohammed Ebrahim Ayash (6 marzo 1986) è un calciatore yemenita, portiere dell'Arbil e della nazionale yemenita.

## Carriera

### Club
Ha giocato nel campionato yemenita, omanita e iracheno.

### Nazionale
Ha esordito in nazionale nel 2010 e preso parte alla Coppa d'Asia 2019.